# Чернолик
Чернолик е село в Североизточна България. То се намира в община Дулово, област Силистра.

## География
Чернолик е в Лудогорието, намира се на 8,5 km от град Дулово.

## История
Първото официално сведение за съществуването на селото е от една османска демографска записка от 1676 г. Тогава то се е наричало Кара-Иса-кьой (Kara İsa köy, тур.) в някои източници се отбелязва като Кара-есе-кьой. Буквално преведено, Кара-Иса-кьой означава „село на черноликия Иса“. Този превод е използван в указ № 2191/обн. от 27.06.1942 г. за преименуването на селото на сегашното му име Чернолик. Румънските власти по време на окупацията записват селото като Caraesechioi и на места като Kara Esekoj.
Има предание което гласи, че основател на селото е Иса от рода на Балабаните (едри хора, от тур.). Балабанлар е и турското име на съседното село Златоклас. В миналото селата били именувани на първия заселник. Според преданието Балабана е имал синове – Иса и Вели. Иса се настанил на днешното място на селото поради наличието на естествен воден източник, а мястото е било заобиколено от гъста гора. Другият син, Вели, основал село Любен, със старо име Кара-Вели-кьой, „село на черноликия Вели“.
Съществуват различни теории за произхода на населението. Предполага се, че в мнозинството си са наследници на уседнали юруци а също и изселници, дошли по тези земи след 1487 г., когато османците унищожават Караманското царство и изселват членовете му. Съществуват данни и за семейства с татарско, куманско потекло сред жителите, също има сведения и за заселници от Босненски бекташки произход.
През 1856 г. в селото се заселват 4 – 5 семейства кримски татари, принудени да напуснат родните си места по време на Кримската война.
Направените преброявания през 1881 и 1893 г. дават подробна статистика относно жителите на Кара-Иса-кьой.
През 1893 г. в селото е имало 182 домакинства и общо 1131 души, от които 572 мъже и 559 жени. Според Силистренската кааза от 1848 година в село Кара Иса тогава са преброени 230 глави дребен рогат добитък.
От 1913 г. Чернолик попада в границите на Румъния, която тогава окупира Южна Добруджа.
Поради агресивната политика, провеждана от румънската страна, през 1936 г. 439 души се преселват в Турция, в селата Саръхамзалъ (Sarıhamzalı), обл. Йозгат и Карадере (Karadere), обл. Ескишехир. Това са близо половината домакинства на селото от тогавашните 180.
По силата на Крайовската спогодба село Чернолик е върнато на България през 1940 г.
От 07.03.1959 г. до 08.05.1971 г. Чернолик става селищен център, включващ селата Златоклас, Правда, Яребица и Руйно.
След създаването на ТКЗС през 1950 г. и колективизацията на земята, провеждана насилствено по съветски модел от комунистическия режим, други 10 домакинства отпътуват за Турция, а в селото са настанени 25 – 30 семейства българи и 5 – 6 семейства от ромски произход.
През 1978 г. още 10 домакинства емигрират, а нови 30 домакинства емигрират през 1989 г. по времето на Голямата екскурзия.

## Население, етнически състав и религии
Населението в мнозинството си е от турски произход.
Текущата демографска статистика за населението на НСИ към 31.12.2022 г. сочи че селото наброява 1238 жители.
Числеността на населението според преброяванията през годините:
| \| Година на преброяване \| Численост \| \| --------------------- \| --------- \| \| 1934 \| 1215 \| \| 1946 \| 1362 \| \| 1956 \| 1513 \| \| 1965 \| 1739 \| \| 1975 \| 1874 \| \| 1985 \| 1863 \| \| 1992 \| 1788 \| \| 2001 \| 1560 \| \| 2011 \| 1428 \| \| 2021 \| 1345 \| |           |
| Година на преброяване | Численост |
| 1934 | 1215      |
| 1946 | 1362      |
| 1956 | 1513      |
| 1965 | 1739      |
| 1975 | 1874      |
| 1985 | 1863      |
| 1992 | 1788      |
| 2001 | 1560      |
| 2011 | 1428      |
| 2021 | 1345      |

Преброяване на населението през 2011 г.
Численост и дял на етническите групи според преброяването на населението през 2011 г.:
|                     | Численост, души | Дял, % |
| Общо                | 1428            | 100 %  |
| Българи             | 27              | 2 %    |
| Турци               | 1115            | 78 %   |
| Цигани              | 163             | 11 %   |
| Други               | -               | -      |
| Не се самоопределят | -               | -      |
| Не са отговорили    | 123             | 9 %    |

Микро-регионалната идентичност на населението предполага, че мнозинството изповядва Ислям. Той се ограничава до степента на културно-етническата обредност, либералност или номиналност и не е крайно ортодоксален. Другата част от населението изповядва православие.

## Обществени институции
- Кметство с. Чернолик – ул. „Кирил и Методий“ 1, тел. 08644 234
- Читалище „Неофит Рилски 1942“ – ул. „Кирил и Методий“ 1
- Основно училище „Д-р Петър Берон“ – ул. „Кирил и Методий“ 3, тел. 08644 278
- Целодневна детска градина „Здравец“ – ул. „Кирил и Методий“ 1, тел. 08644 240

## Икономика
Икономически селото е ориентирано аграрно, като основен дял имат пшеницата, царевицата и слънчогледът.
През първото десетилетие на XXI век се популяризира отглеждането на сорт тикви с цел добив на тиквени семки. Те се използват за ядки и рафиниране на масла за авиоиндустрията, но под конкуренцията на пазарите от северо-източна Европа този отрасъл е в упадък.
Отглеждат се различни сортове тютюн (Вирджиния, Бърлей, Ориенталски).
Поради наличието на голямо количество пасища и мери в района на селото животновъдството също се радва на популярност, като най-разпространени са говедовъдството (черношарена порода), овцевъдството (тънкорунни – вълнодайни породи), а в по-малка част се отглеждат и кози (местна порода и кръстоски със саанската коза).
Много разпространено е и пчеларството.
Основното предприятие в селото е млекопреработвателното „ЖоСи“ ООД, даващо работа на около 120 души.

## Почви и климат
Откритата теренна конфигурация на селото обуславя достъпа на ветровете от всички посоки. През зимните месеци духат силни студени североизточни ветрове, които предизвикват снегонавявания.
През лятото често явление е появата на силни сухи ветрове, които пораждат ерозия на почвата.
Земята е плодородна, като в землището на селото преобладават силно излужените и оподзолени черноземни почви.
Гористите местности са покрити с тъмносиви горски почви.

## Флора и фауна
Районът на селото в миналото е бил покрит от обширни широколистни гори.
Днес горите са фрагментирани в резултат на изсичането им, преобладаващите широколистни видове са цер, акация, сребролистна липа, орех и червен дъб.
Малки части от землището на селото са засадени с кайсиеви и лозови масиви, които са в упадък.
Районът е богат е на птиче многообразие, а също така и на едър и дребен дивеч. С безразборното изсичане на горите през последните години количеството на дивеча спада изключително рязко.

## Култура и природни забележителности
- Футболен Клуб „Чернолик“ е с дълга история, по времето на комунизма носи името „Лудогорец – Чернолик“.

В селото има два естествени водоема.
- Бьоме (Böme/Bölme – преграда/дял от тур.) е езеро, част от някогашна река, стигала до р. Дунав, която е изоставила част от ръкава си и формирала ново речно корито. За да се увеличи дълбочината му за сметка на площта след човешка намеса, е изградена язовирна стена на западния бряг на водоема, откъдето идва и името му. В езерото основно може да се лови шаран и каракуда (наричана още карас или таранка).
- Кемик гьолджук (Kemik gölcüğü – костно езеро) е второто езеро в рамките на селото. През последното десетилетие то много често пресъхва и се пълни само по време на проливни дъждове.
- Близката до селото хижа „Караджата“ и едноименният лесопарк събират значителна част посетители от околността на 1 май всяка година, за традиционните чествания на деня на труда.

## Редовни събития
Ежегодно на 9 май се провеждат културни мероприятия под надслов „Празник на моето село“.
Конните състезания и ездата или така нареченият „юрюкчюлюк“ са със столетна традиция, останала от юруците и събират редица ентусиасти от околията.

## Личности
Родени в Чернолик
- Осман Октай (р. 1952 г.), политик и политически анализатор.

## Други
- Сградата на джамията в селото е от средата на XVII век, тя е разширена и добива съвременния си вид през 1822 г.

- Основно училище „Д-р Петър Берон“ – е наследник на откритите през 1908 г. българско и турско училище. От 1940 до 1946 г. в селото съществува само частно турско училище. През 1947 г. училището става държавно и се помещава в училищна сграда с 4 класни стаи и учителска стая.[13] В по-късен етап в селото бива построена нова сграда на училището, а старата става част от местното подразделение на СК „Камъшит“ – Силистра. В основното училище, ОУ „Др. Петър Берон“, днес се обучават приблизително 130 ученици,[14] от които и деца пътуващи от село Златоклас.
- Читалище „Неофит Рилски“ е открито през 1942 г., там през същата година просвирва и първото радио в селото. Читалището разполага с оборудван кабинет с мултимедия, реализиран по програма „Глобални библиотеки“.
- В селото е прокарана питейна вода през 1954 г., а през 1962 г. проработва първият телевизор.
- През 1957 г. за да оказват бърза и специализирана медицинска помощ на населението е открит селски здравен участък.
- През 1969 г. в селото е направен първият асфалтов път.

## Кухня
Традиционната кухня се състои основно от продукция на земеделието и животновъдството. Широко се употребяват брашно, сметана, извара, яйца, картофи, боб и др.
Млечни продукти се консумират под формата на прясно и кисело мляко (тур. йоурт), сметана (тур. каймак) и извара (тур. иршимик/чьокелек).
 Разнообразни са пшеничените изделия – хляб (тур. екмек) от пшеничено брашно, милинки (тур. дъзман), питки с извара (тур. кииде), мекици (тур. песмет), палачинки (тур. акътма), гьозлеме (ястие от точени тестени кори, с пълнеж от извара, намазва се с разтвор от олио, вода и мляко и се пече на сач) и др.
 Сармите от лапад (тур. лабада сармасъ) са популярни през летните месеци.
Традиционни ястия по време на обреди са: 

- сютлю чорба (вид млечна супа с нарязано на дребно пилешко месо и фиде от тестени топчета).

- яхнъ (рядка яхния от угоено пилешко месо).

- пиде (вид баница с точени кори с плънка от извара и сметана), най-често сервирана с ерик яхнъ (ошаф/компот от плодове, най-често сливи).

- лахана ашъ (зеле с ориз, като по-специфичното е че се готвят с мляко и сметана) или лахана сарма (зелеви сърми със сметана)

- ун халва (халва от пържено брашно и сладък сироп)

- кешкек (ястие от варено пилешко и агнешко месо, пшеница/ечемик, масло и мляко. Бие се до получаване на гъста каша (kishk) от където идва и името му.)

- акашъ (мляко с ориз)

На масата по време на Ашуре присъства аш, а по време на Байрама и баклава.
 На празничната вечеря след сватбените тържества е прието да се поднасят кюфтета от телешко месо със салата от прясно зеле.

## Транспорт
През селото преминава участък от Републикански път III-216, който свързва гр. Дулово с Републикански път II-21 (гр. Силистра – гр. Русе).
От центъра на селото се отклонява и общински път за с. Правда, който впоследствие се присъединява към Републикански път III-2307 свързващ община Дулово и гр. Главиница.
Има редовни автобусни линии, както и голям брой таксиметрови автомобили.
| 06:30, 13:30, 14:20 | с. Руйно – гр. Дулово                         |  | 07:00, 17:40 | гр. Дулово – с. Златоклас                     |
| 07:50, 18:00        | с. Златоклас – гр. Дулово                     |  | 07:30, 12:40 | гр. Дулово (през с. Йорданово) – гр. Силистра |
| 12:00, 16:50        | гр. Силистра (през с. Йорданово) – гр. Дулово |  | 18:40        | гр. Дулово – с. Руйно                         |
| 11:10               | с. Правда – гр. Дулово                        |  |              |                                               |

## Топографска карта
- Карта K-35-19